# See Hinterm Horn
Der See Hinterm Horn ist ein Badesee im Hamburger Stadtteil Allermöhe und befindet sich zwischen der Autobahn A25 und der Dove Elbe. 
Der See liegt in einem früheren Kiesabbaugebiet und ist durch die Auskiesung entstanden. Noch in den 1950er Jahren war er nicht vorhanden. Ein Zugang zum See ist über den Allermöher Deich möglich. Da der See durch Grundwasser gespeist wird, ist das Wasser besonders klar. Badegäste können einen Sandstrand mit angrenzender Liegewiese kostenlos nutzen.